# مجموعة غيروتش
مجموعة غيروتش (بالإنجليزية: Geroch group)‏ هي مجموعة تناظر لا نهائية-البعد لمحور التناظر، وهي مجموعة الزمكانات الفارغة الثابتة كما أنها حلول لمعادلات أينشتاين في النظرية النسبية العامة. نتجت هذه المجموعة بواسطة مجموعتين ثانويتين غير-مبدلة : مجموعة ماتزنير-ميسنير للتوافقيات الخطية (مع معاملات ثابتة) لحقلين متجه كيلينغ Killing vector مرتبطة بمحور تناظر الزمكان والثابت stationarity، ومجموعة إهليرز.